# Danh sách cầu thủ tham dự Cúp bóng đá châu Phi 2012
Cúp bóng đá châu Phi 2012 là một giải thi đấu bóng đá quốc tế tổ chức ở Guinea Xích Đạo và Gabon từ 21 tháng 1 đến 12 tháng 2 năm 2012. 16 đội tuyển quốc gia phải đăng kí đội hình 23 người, trong đó chỉ có các cầu thủ được phép tham gia giải đấu.

## Bảng A
Nguồn:

### Guinea Xích Đạo
Huấn luyện viên:  Gílson Paulo
| Số | Vt | Cầu thủ            | Ngày sinh (tuổi)            | Số trận | Câu lạc bộ           |
| -- | -- | ------------------ | --------------------------- | ------- | -------------------- |
| 1  | TM | Danilo             | 5 tháng 3, 1982 (29 tuổi)   |         | América-PE           |
| 2  | HV | Dani Evuy          | 11 tháng 3, 1985 (26 tuổi)  |         | Villaviciosa de Odón |
| 3  | HV | Kily               | 5 tháng 2, 1984 (27 tuổi)   |         | Langreo              |
| 4  | HV | Rui                | 28 tháng 5, 1985 (26 tuổi)  |         | Logroñés             |
| 5  | HV | Fousseny Kamissoko | 5 tháng 4, 1983 (28 tuổi)   |         | Al-Suwaiq            |
| 6  | TV | Juvenal (c)        | 3 tháng 4, 1979 (32 tuổi)   |         | Sabadell             |
| 7  | TV | Rolan de la Cruz   | 3 tháng 10, 1984 (27 tuổi)  |         | Fortaleza            |
| 8  | TĐ | Randy              | 2 tháng 6, 1987 (24 tuổi)   |         | Las Palmas           |
| 9  | TĐ | Rodolfo Bodipo     | 25 tháng 10, 1977 (34 tuổi) |         | Deportivo La Coruña  |
| 10 | TĐ | Iván Bolado        | 3 tháng 7, 1989 (22 tuổi)   |         | Cartagena            |
| 11 | TĐ | Javier Balboa      | 13 tháng 5, 1985 (26 tuổi)  |         | Beira-Mar            |
| 12 | TĐ | Thierry Fidjeu     | 13 tháng 10, 1982 (29 tuổi) |         | Unattached           |
| 13 | TV | Jean-Maxime Ndongo | 8 tháng 11, 1992 (19 tuổi)  |         | Deportivo Mongomo    |
| 14 | TV | Ben Konaté         | 27 tháng 12, 1986 (25 tuổi) |         | The Panthers         |
| 15 | HV | Lawrence Doe       | 23 tháng 5, 1978 (33 tuổi)  |         | Al-Shabab            |
| 16 | HV | Sipo               | 21 tháng 4, 1988 (23 tuổi)  |         | Badajoz              |
| 17 | TV | Narcisse Ekanga    | 30 tháng 7, 1981 (30 tuổi)  |         | TP Mazembe           |
| 18 | TV | Viera Ellong       | 14 tháng 6, 1987 (24 tuổi)  |         | Sony de Elá Nguema   |
| 19 | TĐ | Raúl Fabiani       | 23 tháng 2, 1984 (27 tuổi)  |         | Alcoyano             |
| 20 | TV | Daniel Ekedo       | 19 tháng 9, 1989 (22 tuổi)  |         | San Roque de Lepe    |
| 21 | TM | Achille Pensy      | 5 tháng 1, 1987 (25 tuổi)   |         | The Panthers         |
| 22 | TM | Felipe Ovono       | 26 tháng 7, 1993 (18 tuổi)  |         | Sony de Elá Nguema   |
| 23 | HV | Colin              | 31 tháng 12, 1987 (24 tuổi) |         | Deportivo Mongomo    |

### Libya
Huấn luyện viên:  Marcos Paqueta
| Số | Vt | Cầu thủ              | Ngày sinh (tuổi)            | Số trận | Câu lạc bộ         |
| -- | -- | -------------------- | --------------------------- | ------- | ------------------ |
| 1  | TM | Samir Aboud (c)      | 29 tháng 9, 1972 (39 tuổi)  |         | Al-Ittihad Tripoli |
| 2  | HV | Rabea Al-Laafi       | 1 tháng 12, 1990 (21 tuổi)  |         | Club Africain      |
| 3  | HV | Abdulaziz Belraysh   | 12 tháng 7, 1990 (21 tuổi)  |         | Al-Ittihad Tripoli |
| 4  | TV | Ahmed Al-Alwani      | 19 tháng 8, 1981 (30 tuổi)  |         | Al-Madina          |
| 5  | HV | Younes Al-Shibani    | 27 tháng 6, 1981 (30 tuổi)  |         | OC Khouribga       |
| 6  | TV | Mohamed Esnani       | 13 tháng 5, 1984 (27 tuổi)  |         | US Monastir        |
| 7  | HV | Osama Chtiba         | 27 tháng 9, 1988 (23 tuổi)  |         | Nejmeh SC          |
| 8  | TV | Abdallah Sharif      | 30 tháng 3, 1985 (26 tuổi)  |         | Al-Madina          |
| 9  | TĐ | Mohamed Al Ghanodi   | 22 tháng 11, 1992 (19 tuổi) |         | Al-Ahly Tripoli    |
| 10 | TĐ | Ahmed Saad Osman     | 7 tháng 8, 1979 (32 tuổi)   |         | Club Africain      |
| 11 | HV | Muhammad Al-Maghrabi | 19 tháng 4, 1985 (26 tuổi)  |         | OC Khouribga       |
| 12 | TM | Guma Mousa           | 1 tháng 12, 1978 (33 tuổi)  |         | Al-Ahly Tripoli    |
| 13 | HV | Mohamed El Monir     | 8 tháng 4, 1992 (19 tuổi)   |         | Jagodina           |
| 14 | HV | Ali Salama           | 18 tháng 9, 1987 (24 tuổi)  |         | Olympique Béja     |
| 15 | TV | Marwan Mabrouk       | 15 tháng 12, 1989 (22 tuổi) |         | Al-Ittihad Tripoli |
| 16 | TV | Abubakr Al-Abaidy    | 27 tháng 10, 1981 (30 tuổi) |         | Al-Nasr Benghazi   |
| 17 | TV | Walid El-Khatrouchi  | 6 tháng 11, 1985 (26 tuổi)  |         | Al-Ittihad Tripoli |
| 18 | TV | Faisal Al Badri      | 4 tháng 6, 1990 (21 tuổi)   |         | Al-Ahly Benghazi   |
| 19 | TĐ | Ahmed Zuway          | 28 tháng 12, 1982 (29 tuổi) |         | CA Bizertin        |
| 20 | TĐ | Ihaab Boussefi       | 23 tháng 6, 1985 (26 tuổi)  |         | Al-Ittihad Tripoli |
| 21 | TV | Moataz Ben Amer      | 2 tháng 2, 1981 (30 tuổi)   |         | Al-Ahly Benghazi   |
| 22 | TM | Muhammad Nashnoush   | 15 tháng 6, 1988 (23 tuổi)  |         | Al-Ittihad Tripoli |
| 23 | TV | Djamal Mahamat       | 26 tháng 4, 1983 (28 tuổi)  |         | Braga              |

### Sénégal
Huấn luyện viên: Amara Traoré
| Số | Vt | Cầu thủ              | Ngày sinh (tuổi)            | Số trận | Câu lạc bộ          |
| -- | -- | -------------------- | --------------------------- | ------- | ------------------- |
| 1  | TM | Bouna Coundoul       | 4 tháng 3, 1982 (29 tuổi)   | 8       | Unattached          |
| 2  | TV | Rémi Gomis           | 14 tháng 2, 1984 (27 tuổi)  | 12      | Valenciennes        |
| 3  | HV | Lamine Sané          | 22 tháng 3, 1987 (24 tuổi)  | 6       | Bordeaux            |
| 4  | HV | Pape Diakhaté        | 21 tháng 6, 1984 (27 tuổi)  | 36      | Granada             |
| 5  | HV | Souleymane Diawara   | 24 tháng 12, 1978 (33 tuổi) | 44      | Marseille           |
| 6  | HV | Kader Mangane        | 23 tháng 3, 1983 (28 tuổi)  | 18      | Rennes              |
| 7  | TĐ | Moussa Sow           | 19 tháng 1, 1986 (26 tuổi)  | 12      | Lille               |
| 8  | TĐ | Mamadou Niang (c)    | 13 tháng 10, 1979 (32 tuổi) | 51      | Al-Sadd             |
| 9  | TĐ | Souleymane Camara    | 22 tháng 12, 1982 (29 tuổi) | 30      | Montpellier         |
| 10 | TV | Issiar Dia           | 8 tháng 6, 1987 (24 tuổi)   | 14      | Fenerbahçe          |
| 11 | TĐ | Dame N'Doye          | 21 tháng 2, 1985 (26 tuổi)  | 5       | Copenhagen          |
| 12 | HV | Moustapha Bayal Sall | 30 tháng 11, 1985 (26 tuổi) | 26      | Saint-Étienne       |
| 13 | HV | Jacques Faty         | 25 tháng 2, 1984 (27 tuổi)  | 9       | Sivasspor           |
| 14 | TV | Deme N'Diaye         | 6 tháng 2, 1985 (26 tuổi)   | 11      | Arles-Avignon       |
| 15 | TĐ | Papiss Cissé         | 3 tháng 6, 1985 (26 tuổi)   | 13      | Newcastle United    |
| 16 | TM | Khadim N'Diaye       | 5 tháng 4, 1985 (26 tuổi)   | 8       | ASC Linguère        |
| 17 | HV | Omar Daf             | 12 tháng 2, 1977 (34 tuổi)  | 51      | Brest               |
| 18 | TV | Guirane N'Daw        | 24 tháng 4, 1984 (27 tuổi)  | 40      | Birmingham City     |
| 19 | TĐ | Demba Ba             | 25 tháng 5, 1985 (26 tuổi)  | 11      | Newcastle United    |
| 20 | HV | Armand Traoré        | 8 tháng 10, 1989 (22 tuổi)  | 2       | Queens Park Rangers |
| 21 | TV | Mohamed Diamé        | 14 tháng 6, 1987 (24 tuổi)  | 5       | Wigan Athletic      |
| 22 | HV | Cheikh M'Bengue      | 23 tháng 7, 1988 (23 tuổi)  | 2       | Toulouse            |
| 23 | TM | Pape Latyr N'Diaye   | 4 tháng 4, 1985 (26 tuổi)   | 1       | Ouakam              |

### Zambia
Huấn luyện viên:  Hervé Renard
| Số | Vt | Cầu thủ                 | Ngày sinh (tuổi)            | Số trận | Câu lạc bộ          |
| -- | -- | ----------------------- | --------------------------- | ------- | ------------------- |
| 1  | TM | Kalililo Kakonje        | 1 tháng 1, 1985 (27 tuổi)   | 19      | TP Mazembe          |
| 2  | HV | Francis Kasonde         | 1 tháng 9, 1986 (25 tuổi)   | 30      | TP Mazembe          |
| 3  | TV | Chisamba Lungu          | 31 tháng 1, 1991 (20 tuổi)  | 4       | Ural Yekaterinburg  |
| 4  | HV | Joseph Musonda          | 30 tháng 5, 1977 (34 tuổi)  | 87      | Golden Arrows       |
| 5  | HV | Hijani Himoonde         | 15 tháng 6, 1985 (26 tuổi)  | 21      | TP Mazembe          |
| 6  | HV | Davies Nkausu           | 1 tháng 1, 1986 (26 tuổi)   | 3       | Supersport United   |
| 7  | TV | Clifford Mulenga        | 5 tháng 8, 1987 (24 tuổi)   | 22      | Bloemfontein Celtic |
| 8  | TV | Isaac Chansa            | 23 tháng 3, 1984 (27 tuổi)  | 40      | Orlando Pirates     |
| 9  | TĐ | Collins Mbesuma         | 3 tháng 2, 1984 (27 tuổi)   | 37      | Golden Arrows       |
| 10 | TV | Felix Katongo           | 18 tháng 4, 1984 (27 tuổi)  | 47      | Green Buffaloes     |
| 11 | TĐ | Christopher Katongo (c) | 31 tháng 8, 1982 (29 tuổi)  | 66      | Henan Construction  |
| 12 | TĐ | James Chamanga          | 2 tháng 2, 1980 (31 tuổi)   | 45      | Dalian Shide        |
| 13 | HV | Stophira Sunzu          | 22 tháng 6, 1989 (22 tuổi)  | 24      | TP Mazembe          |
| 14 | TV | Noah Chivuta            | 25 tháng 12, 1983 (28 tuổi) | 23      | Free State Stars    |
| 15 | HV | Chintu Kampamba         | 28 tháng 12, 1980 (31 tuổi) | 30      | Bidvest Wits        |
| 16 | TM | Kennedy Mweene          | 11 tháng 12, 1984 (27 tuổi) | 62      | Free State Stars    |
| 17 | TV | Rainford Kalaba         | 14 tháng 8, 1986 (25 tuổi)  | 55      | TP Mazembe          |
| 18 | TĐ | Evans Kangwa            | 21 tháng 6, 1994 (17 tuổi)  | 2       | Nkana               |
| 19 | TV | Nathan Sinkala          | 23 tháng 4, 1991 (20 tuổi)  | 3       | Green Buffaloes     |
| 20 | TĐ | Emmanuel Mayuka         | 21 tháng 11, 1990 (21 tuổi) | 26      | Young Boys          |
| 21 | TV | Jonas Sakuwaha          | 22 tháng 7, 1983 (28 tuổi)  | 13      | Al-Merreikh         |
| 22 | TM | Joshua Titima           | 20 tháng 10, 1992 (19 tuổi) | 0       | Power Dynamos       |
| 23 | HV | Nyambe Mulenga          | 27 tháng 8, 1987 (24 tuổi)  | 27      | Zesco United        |

## Bảng B
Nguồn:

### Angola
Huấn luyện viên: Lito Vidigal
| Số | Vt | Cầu thủ           | Ngày sinh (tuổi)            | Số trận | Câu lạc bộ      |
| -- | -- | ----------------- | --------------------------- | ------- | --------------- |
| 1  | TM | Wilson            | 22 tháng 7, 1984 (27 tuổi)  |         | 1º de Agosto    |
| 2  | HV | Marco Airosa      | 6 tháng 8, 1984 (27 tuổi)   |         | AEL Limassol    |
| 3  | TV | Osório            | 24 tháng 7, 1981 (30 tuổi)  |         | Caála           |
| 4  | HV | Dani Massunguna   | 1 tháng 5, 1986 (25 tuổi)   |         | 1º de Agosto    |
| 5  | HV | Kali              | 11 tháng 10, 1978 (33 tuổi) |         | 1º de Agosto    |
| 6  | TV | Dédé              | 4 tháng 7, 1981 (30 tuổi)   |         | AEL Limassol    |
| 7  | TĐ | Djalma            | 30 tháng 5, 1987 (24 tuổi)  |         | Porto           |
| 8  | TV | André Macanga (c) | 14 tháng 5, 1978 (33 tuổi)  |         | Al-Jahra        |
| 9  | TĐ | Manucho           | 7 tháng 3, 1983 (28 tuổi)   |         | Real Valladolid |
| 10 | HV | Zuela             | 3 tháng 8, 1983 (28 tuổi)   |         | Atromitos       |
| 11 | TV | Gilberto          | 21 tháng 9, 1982 (29 tuổi)  |         | Lierse          |
| 12 | TV | Jaime             | 21 tháng 5, 1982 (29 tuổi)  |         | Progresso       |
| 13 | TM | Carlos            | 8 tháng 12, 1979 (32 tuổi)  |         | Unattached      |
| 14 | HV | Amaro             | 12 tháng 11, 1986 (25 tuổi) |         | 1º de Agosto    |
| 15 | TV | Miguel            | 17 tháng 9, 1991 (20 tuổi)  |         | Petro Atlético  |
| 16 | TĐ | Flávio            | 30 tháng 12, 1979 (32 tuổi) |         | Lierse          |
| 17 | TĐ | Mateus            | 19 tháng 6, 1984 (27 tuổi)  |         | Nacional        |
| 18 | TĐ | Love              | 14 tháng 3, 1979 (32 tuổi)  |         | Petro Atlético  |
| 19 | TĐ | Nando Rafael      | 10 tháng 1, 1984 (28 tuổi)  |         | FC Augsburg     |
| 20 | TĐ | Manucho Barros    | 19 tháng 4, 1986 (25 tuổi)  |         | InterClube      |
| 21 | HV | Francisco Zalata  | 15 tháng 6, 1987 (24 tuổi)  |         | 1º de Agosto    |
| 22 | TM | Hugo              | 15 tháng 1, 1986 (26 tuổi)  |         | Kabuscorp       |
| 23 | TĐ | José Vunguidica   | 3 tháng 1, 1990 (22 tuổi)   |         | Preußen Münster |

### Burkina Faso
Huấn luyện viên:  Paulo Duarte
| Số | Vt | Cầu thủ               | Ngày sinh (tuổi)            | Số trận | Câu lạc bộ         |
| -- | -- | --------------------- | --------------------------- | ------- | ------------------ |
| 1  | TM | Daouda Diakité        | 30 tháng 3, 1983 (28 tuổi)  |         | Turnhout           |
| 2  | HV | Ibrahim Gnanou        | 8 tháng 11, 1986 (25 tuổi)  |         | Alania Vladikavkaz |
| 3  | TV | Djakaridja Koné       | 22 tháng 7, 1986 (25 tuổi)  |         | Dinamo București   |
| 4  | HV | Mamadou Tall          | 4 tháng 12, 1982 (29 tuổi)  |         | Persepolis         |
| 5  | TV | Mohamed Koffi         | 30 tháng 12, 1986 (25 tuổi) |         | PetroJet           |
| 6  | HV | Bakary Koné           | 27 tháng 4, 1988 (23 tuổi)  |         | Lyon               |
| 7  | TV | Florent Rouamba       | 31 tháng 12, 1986 (25 tuổi) |         | Sheriff Tiraspol   |
| 8  | TV | Mahamoudou Kéré       | 2 tháng 1, 1982 (30 tuổi)   |         | Konyaspor          |
| 9  | TĐ | Moumouni Dagano (c)   | 1 tháng 1, 1981 (31 tuổi)   |         | Al-Khor            |
| 10 | TV | Alain Traoré          | 31 tháng 12, 1988 (23 tuổi) |         | Auxerre            |
| 11 | TV | Jonathan Pitroipa     | 12 tháng 4, 1986 (25 tuổi)  |         | Rennes             |
| 12 | TĐ | Prejuce Nakoulma      | 21 tháng 4, 1987 (24 tuổi)  |         | Górnik Zabrze      |
| 13 | TĐ | Aristide Bancé        | 19 tháng 9, 1984 (27 tuổi)  |         | Samsunspor         |
| 14 | TV | Benjamin Balima       | 20 tháng 3, 1985 (26 tuổi)  |         | Sheriff Tiraspol   |
| 15 | TĐ | Narcisse Yaméogo      | 19 tháng 11, 1980 (31 tuổi) |         | Camacha            |
| 16 | TM | Adama Sawadogo        | 20 tháng 1, 1990 (22 tuổi)  |         | Missile            |
| 17 | HV | Paul Koulibaly        | 24 tháng 3, 1986 (25 tuổi)  |         | Olympic Charleroi  |
| 18 | TV | Charles Kaboré        | 9 tháng 2, 1988 (23 tuổi)   |         | Marseille          |
| 19 | TV | Bertrand Traoré       | 6 tháng 9, 1995 (16 tuổi)   |         | Unattached         |
| 20 | TĐ | Issiaka Ouédraogo     | 19 tháng 8, 1988 (23 tuổi)  |         | Admira Wacker      |
| 21 | TV | Abdou Razack Traoré   | 28 tháng 12, 1988 (23 tuổi) |         | Lechia Gdańsk      |
| 22 | HV | Saïdou Panandétiguiri | 22 tháng 3, 1984 (27 tuổi)  |         | Valletta           |
| 23 | TM | Germain Sanou         | 26 tháng 5, 1992 (19 tuổi)  |         | Saint-Étienne      |

### Bờ Biển Ngà
Huấn luyện viên: François Zahoui
| Số | Vt | Cầu thủ            | Ngày sinh (tuổi)            | Số trận | Câu lạc bộ          |
| -- | -- | ------------------ | --------------------------- | ------- | ------------------- |
| 1  | TM | Boubacar Barry     | 30 tháng 12, 1979 (32 tuổi) | 57      | Lokeren             |
| 2  | HV | Benjamin Angoua    | 28 tháng 11, 1986 (25 tuổi) | 12      | Valenciennes        |
| 3  | HV | Arthur Boka        | 2 tháng 4, 1983 (28 tuổi)   | 64      | VfB Stuttgart       |
| 4  | HV | Kolo Touré         | 19 tháng 3, 1981 (30 tuổi)  | 90      | Manchester City     |
| 5  | TV | Didier Zokora      | 14 tháng 12, 1980 (31 tuổi) | 98      | Trabzonspor         |
| 6  | TV | Jean-Jacques Gosso | 15 tháng 3, 1983 (28 tuổi)  | 12      | Mersin Idman Yurdu  |
| 7  | TĐ | Seydou Doumbia     | 31 tháng 12, 1987 (24 tuổi) | 16      | CSKA Moscow         |
| 8  | TĐ | Salomon Kalou      | 5 tháng 8, 1985 (26 tuổi)   | 40      | Chelsea             |
| 9  | TV | Cheick Tioté       | 21 tháng 6, 1986 (25 tuổi)  | 24      | Newcastle United    |
| 10 | TV | Gervinho           | 27 tháng 5, 1987 (24 tuổi)  | 32      | Arsenal             |
| 11 | TĐ | Didier Drogba (c)  | 11 tháng 3, 1978 (33 tuổi)  | 78      | Chelsea             |
| 12 | TĐ | Wilfried Bony      | 10 tháng 12, 1988 (23 tuổi) | 8       | Vitesse             |
| 13 | TV | Didier Ya Konan    | 25 tháng 2, 1984 (27 tuổi)  | 10      | Hannover 96         |
| 14 | TV | Kafoumba Coulibaly | 26 tháng 10, 1985 (26 tuổi) | 8       | Nice                |
| 15 | TV | Max Gradel         | 30 tháng 11, 1987 (24 tuổi) | 6       | Saint-Étienne       |
| 16 | TM | Daniel Yeboah      | 13 tháng 11, 1984 (27 tuổi) | 9       | Dijon               |
| 17 | HV | Siaka Tiéné        | 22 tháng 2, 1982 (29 tuổi)  | 71      | Paris Saint-Germain |
| 18 | TV | Kader Keïta        | 6 tháng 8, 1981 (30 tuổi)   | 64      | Al-Sadd             |
| 19 | TV | Yaya Touré         | 13 tháng 5, 1983 (28 tuổi)  | 62      | Manchester City     |
| 20 | HV | Igor Lolo          | 22 tháng 7, 1982 (29 tuổi)  | 13      | Kuban Krasnodar     |
| 21 | HV | Emmanuel Eboué     | 4 tháng 6, 1983 (28 tuổi)   | 67      | Galatasaray         |
| 22 | HV | Sol Bamba          | 13 tháng 1, 1985 (27 tuổi)  | 21      | Trabzonspor         |
| 23 | TM | Gérard Gnanhouan   | 12 tháng 2, 1979 (32 tuổi)  | 9       | Avranches           |

### Sudan
Huấn luyện viên: Mohamed Abdalla
| Số | Vt | Cầu thủ                | Ngày sinh (tuổi)            | Số trận | Câu lạc bộ  |
| -- | -- | ---------------------- | --------------------------- | ------- | ----------- |
| 1  | TM | Mohamed Rihan          | 1 tháng 1, 1979 (33 tuổi)   |         | Al-Hilal    |
| 2  | TĐ | Mohammed Eldin         | 19 tháng 3, 1985 (26 tuổi)  |         | Al-Hasahesa |
| 3  | HV | Mowaia Bashir          | 17 tháng 4, 1986 (25 tuổi)  |         | Al-Ittihad  |
| 4  | HV | Najem Abdullah         | 17 tháng 11, 1987 (24 tuổi) |         | Al-Merreikh |
| 5  | TV | Ala'a Yousif           | 3 tháng 1, 1982 (30 tuổi)   |         | Al-Hilal    |
| 6  | HV | Mosaab Omer            | 4 tháng 6, 1984 (27 tuổi)   |         | Al-Merreikh |
| 7  | TĐ | Ramadan Agab           | 20 tháng 2, 1986 (25 tuổi)  |         | Al-Mourada  |
| 8  | TV | Haitham Mustafa (c)    | 19 tháng 7, 1977 (34 tuổi)  |         | Al-Hilal    |
| 9  | TV | Saif Masawi            | 30 tháng 11, 1979 (32 tuổi) |         | Al-Hilal    |
| 10 | TĐ | Muhannad Tahir         | 3 tháng 12, 1984 (27 tuổi)  |         | Al-Hilal    |
| 11 | TV | Faisal Agab            | 24 tháng 8, 1978 (33 tuổi)  |         | Al-Merreikh |
| 12 | TV | Bader Galag            | 4 tháng 10, 1981 (30 tuổi)  |         | Al-Merreikh |
| 13 | HV | Amer Kamal             | 13 tháng 9, 1987 (24 tuổi)  |         | Al-Merreikh |
| 14 | HV | Balla Jabir Kortokaila | 12 tháng 9, 1985 (26 tuổi)  |         | Al-Merreikh |
| 15 | HV | Ahmed Al-Basha         | 2 tháng 1, 1982 (30 tuổi)   |         | Al-Merreikh |
| 16 | TM | El Muez Mahgoub        | 14 tháng 8, 1978 (33 tuổi)  |         | Al-Hilal    |
| 17 | TĐ | Mudathir El-Tahir      | 23 tháng 7, 1988 (23 tuổi)  |         | Al-Hilal    |
| 18 | HV | Khalifa Ahmed          | 23 tháng 11, 1983 (28 tuổi) |         | Al-Hilal    |
| 19 | TV | Mohamed Bashir         | 23 tháng 5, 1987 (24 tuổi)  |         | Al-Hilal    |
| 20 | TV | Mohammed Musa          | 7 tháng 8, 1990 (21 tuổi)   |         | Al-Nsoor    |
| 21 | TM | Akram El Hadi          | 27 tháng 2, 1987 (24 tuổi)  |         | Al-Merreikh |
| 22 | TĐ | Abdelrahman Karongo    | 28 tháng 11, 1978 (33 tuổi) |         | Al-Merreikh |
| 23 | TV | Hamid Nizar            | 3 tháng 10, 1988 (23 tuổi)  |         | Al-Hilal    |

## Bảng C
Nguồn:

### Gabon
Huấn luyện viên:  Gernot Rohr
| Số | Vt | Cầu thủ                   | Ngày sinh (tuổi)            | Số trận | Câu lạc bộ     |
| -- | -- | ------------------------- | --------------------------- | ------- | -------------- |
| 1  | TM | Didier Ovono (c)          | 23 tháng 1, 1983 (28 tuổi)  |         | Le Mans        |
| 2  | HV | Georges Ambourouet        | 1 tháng 5, 1986 (25 tuổi)   |         | Missile        |
| 3  | HV | Edmond Mouele             | 18 tháng 2, 1982 (29 tuổi)  |         | Mangasport     |
| 4  | HV | Rémy Ebanega              | 17 tháng 11, 1989 (22 tuổi) |         | Bitam          |
| 5  | HV | Bruno Ecuele Manga        | 16 tháng 7, 1988 (23 tuổi)  |         | Lorient        |
| 6  | TV | Cédric Boussoughou        | 20 tháng 7, 1991 (20 tuổi)  |         | Mangasport     |
| 7  | TĐ | Stéphane N'Guéma          | 20 tháng 11, 1984 (27 tuổi) |         | Bitam          |
| 8  | TV | Lloyd Palun               | 28 tháng 11, 1988 (23 tuổi) |         | Nice           |
| 9  | TĐ | Pierre-Emerick Aubameyang | 18 tháng 6, 1989 (22 tuổi)  |         | Saint-Étienne  |
| 10 | TĐ | Daniel Cousin             | 7 tháng 2, 1977 (34 tuổi)   |         | Sapins         |
| 11 | TĐ | Eric Mouloungui           | 14 tháng 3, 1983 (28 tuổi)  |         | Laval          |
| 12 | HV | Henri Junior Ndong        | 23 tháng 8, 1992 (19 tuổi)  |         | Bitam          |
| 13 | TĐ | Bruno Zita Mbanangoyé     | 15 tháng 7, 1980 (31 tuổi)  |         | Dinamo Minsk   |
| 14 | TV | Lévy Madinda              | 22 tháng 6, 1992 (19 tuổi)  |         | Celta Vigo B   |
| 15 | TV | André Biyogo Poko         | 7 tháng 3, 1993 (18 tuổi)   |         | Bordeaux       |
| 16 | TM | Yanne Bidonga             | 20 tháng 3, 1979 (32 tuổi)  |         | Mangasport     |
| 17 | HV | Moïse Brou Apanga         | 4 tháng 2, 1982 (29 tuổi)   |         | Brest          |
| 18 | TV | Cédric Moubamba           | 14 tháng 10, 1979 (32 tuổi) |         | Bitam          |
| 19 | HV | Rodrigue Moundounga       | 28 tháng 8, 1982 (29 tuổi)  |         | Olympique Béja |
| 20 | TĐ | Fabrice Do Marcolino      | 1 tháng 4, 1984 (27 tuổi)   |         | Nice           |
| 21 | TĐ | Roguy Méyé                | 7 tháng 10, 1986 (25 tuổi)  |         | Zalaegerszeg   |
| 22 | HV | Charly Moussono           | 15 tháng 11, 1984 (27 tuổi) |         | Missile        |
| 23 | TM | Yves Bitséki Moto         | 23 tháng 4, 1983 (28 tuổi)  |         | Bitam          |

### Maroc
Huấn luyện viên:  Eric Gerets
| Số | Vt | Cầu thủ                 | Ngày sinh (tuổi)            | Số trận | Câu lạc bộ          |
| -- | -- | ----------------------- | --------------------------- | ------- | ------------------- |
| 1  | TM | Nadir Lamyaghri         | 13 tháng 2, 1976 (35 tuổi)  | 38      | Wydad Casablanca    |
| 2  | HV | Michaël Chrétien Basser | 10 tháng 7, 1984 (27 tuổi)  | 30      | Bursaspor           |
| 3  | HV | Badr El Kaddouri        | 31 tháng 1, 1981 (30 tuổi)  | 42      | Celtic              |
| 4  | HV | Ahmed Kantari           | 28 tháng 6, 1985 (26 tuổi)  | 4       | Brest               |
| 5  | HV | Mehdi Benatia           | 17 tháng 4, 1987 (24 tuổi)  | 14      | Udinese             |
| 6  | TV | Adil Hermach            | 27 tháng 6, 1986 (25 tuổi)  | 9       | Al-Hilal            |
| 7  | TV | Adel Taarabt            | 24 tháng 5, 1989 (22 tuổi)  | 12      | Queens Park Rangers |
| 8  | TV | Karim El Ahmadi         | 27 tháng 1, 1985 (26 tuổi)  | 10      | Feyenoord           |
| 9  | TĐ | Youssef El-Arabi        | 3 tháng 2, 1987 (24 tuổi)   | 7       | Al-Hilal            |
| 10 | TV | Younès Belhanda         | 25 tháng 2, 1990 (21 tuổi)  | 8       | Montpellier         |
| 11 | TV | Oussama Assaidi         | 15 tháng 8, 1988 (23 tuổi)  | 6       | Heerenveen          |
| 12 | TM | Mohamed Amsif           | 7 tháng 2, 1989 (22 tuổi)   | 1       | FC Augsburg         |
| 13 | TV | Houssine Kharja (c)     | 9 tháng 11, 1982 (29 tuổi)  | 66      | Fiorentina          |
| 14 | TV | Mbark Boussoufa         | 15 tháng 8, 1984 (27 tuổi)  | 26      | Anzhi Makhachkala   |
| 15 | HV | Abdelhamid El Kaoutari  | 17 tháng 3, 1990 (21 tuổi)  | 5       | Montpellier         |
| 16 | HV | Jamal Alioui            | 2 tháng 6, 1982 (29 tuổi)   | 14      | Al Kharaitiyat      |
| 17 | TĐ | Marouane Chamakh        | 10 tháng 1, 1984 (28 tuổi)  | 59      | Arsenal             |
| 18 | HV | Abdelfettah Boukhriss   | 22 tháng 10, 1986 (25 tuổi) | 2       | FUS Rabat           |
| 19 | TV | Mehdi Carcela-González  | 1 tháng 7, 1989 (22 tuổi)   | 3       | Anzhi Makhachkala   |
| 20 | TĐ | Youssouf Hadji          | 25 tháng 2, 1980 (31 tuổi)  | 63      | Rennes              |
| 21 | TV | Nordin Amrabat          | 31 tháng 3, 1987 (24 tuổi)  | 2       | Galatasaray         |
| 22 | TM | Issam Badda             | 10 tháng 5, 1983 (28 tuổi)  | 0       | FUS Rabat           |
| 23 | HV | Mustapha Mrani          | 2 tháng 3, 1978 (33 tuổi)   | 1       | MAS Fès             |

### Niger
Huấn luyện viên: Harouna Gadbe
| Số | Vt | Cầu thủ                 | Ngày sinh (tuổi)            | Số trận | Câu lạc bộ          |
| -- | -- | ----------------------- | --------------------------- | ------- | ------------------- |
| 1  | TM | Saminou Rabo            | 23 tháng 8, 1981 (30 tuổi)  |         | Sahel               |
| 2  | TĐ | Moussa Maâzou           | 25 tháng 8, 1988 (23 tuổi)  |         | Zulte Waregem       |
| 3  | TV | Abdoul Karim Lancina    | 20 tháng 5, 1987 (24 tuổi)  |         | Cotonsport Garoua   |
| 4  | HV | Amadou Kader            | 5 tháng 4, 1989 (22 tuổi)   |         | Olympic             |
| 5  | HV | Jimmy Bulus             | 22 tháng 10, 1986 (25 tuổi) |         | NA Hussein Dey      |
| 6  | TV | Idrissa Laouali         | 9 tháng 11, 1983 (28 tuổi)  |         | ASFAN               |
| 7  | TĐ | Idrissa Seydou          | 24 tháng 12, 1988 (23 tuổi) |         | Cotonsport Garoua   |
| 8  | TV | Olivier Bonnes          | 7 tháng 2, 1990 (21 tuổi)   |         | Lille               |
| 9  | TĐ | Daouda Kamilou          | 29 tháng 12, 1987 (24 tuổi) |         | CS Sfaxien          |
| 10 | TV | Talatou Boubacar        | 3 tháng 12, 1987 (24 tuổi)  |         | Orlando Pirates     |
| 11 | TĐ | Issoufou Alhassane      | 1 tháng 1, 1981 (31 tuổi)   |         | Raja Casablanca     |
| 12 | HV | Djibril Moussa Souna    | 7 tháng 5, 1992 (19 tuổi)   |         | AS GNN              |
| 13 | HV | Mohamed Chicoto         | 28 tháng 2, 1989 (22 tuổi)  |         | Platinum Stars      |
| 14 | TV | Issoufou Boubacar Garba | 2 tháng 2, 1990 (21 tuổi)   |         | Phuket              |
| 15 | HV | Sulliman Johan Mazadou  | 11 tháng 4, 1985 (26 tuổi)  |         | Marignane           |
| 16 | TM | Kassaly Daouda          | 19 tháng 8, 1983 (28 tuổi)  |         | Cotonsport Garoua   |
| 17 | TV | William N'Gounou        | 31 tháng 7, 1983 (28 tuổi)  |         | IF Limhamn Bunkeflo |
| 18 | HV | Kofi Dankwa             | 19 tháng 9, 1989 (22 tuổi)  |         | ES Zarzis           |
| 19 | HV | Issiaka Koudize         | 18 tháng 10, 1990 (21 tuổi) |         | AS GNN              |
| 20 | TV | Amadou Moutari          | 19 tháng 1, 1994 (18 tuổi)  |         | Akokana             |
| 21 | TV | Yacouba Seydou Ali      | 6 tháng 4, 1992 (19 tuổi)   |         | Africa Sports       |
| 22 | TM | Losseny Doumbia         | 5 tháng 4, 1992 (19 tuổi)   |         | DC Motema Pembé     |
| 23 | HV | Mohamed Soumaïla        | 30 tháng 10, 1994 (17 tuổi) |         | Olympic             |

### Tunisia
Huấn luyện viên: Sami Trabelsi
| Số | Vt | Cầu thủ           | Ngày sinh (tuổi)            | Số trận | Câu lạc bộ      |
| -- | -- | ----------------- | --------------------------- | ------- | --------------- |
| 1  | TM | Moez Ben Chrifia  | 24 tháng 6, 1991 (20 tuổi)  | 0       | Espérance       |
| 2  | HV | Bilel Ifa         | 9 tháng 3, 1990 (21 tuổi)   | 7       | Club Africain   |
| 3  | HV | Karim Haggui (c)  | 20 tháng 1, 1984 (28 tuổi)  | 70      | Hannover 96     |
| 4  | TV | Adel Chedli       | 16 tháng 9, 1976 (35 tuổi)  | 55      | Étoile du Sahel |
| 5  | HV | Ammar Jemal       | 20 tháng 4, 1987 (24 tuổi)  | 18      | 1. FC Köln      |
| 6  | TV | Hocine Ragued     | 11 tháng 2, 1983 (28 tuổi)  | 30      | Karabükspor     |
| 7  | TV | Youssef Msakni    | 28 tháng 10, 1990 (21 tuổi) | 6       | Espérance       |
| 8  | TĐ | Khaled Korbi      | 16 tháng 12, 1985 (26 tuổi) | 21      | Espérance       |
| 9  | TĐ | Yassine Chikhaoui | 22 tháng 9, 1986 (25 tuổi)  | 21      | Zürich          |
| 10 | TV | Oussama Darragi   | 3 tháng 4, 1987 (24 tuổi)   | 23      | Espérance       |
| 11 | TĐ | Sami Allagui      | 28 tháng 5, 1986 (25 tuổi)  | 14      | Mainz 05        |
| 12 | HV | Khalil Chemmam    | 24 tháng 7, 1987 (24 tuổi)  | 8       | Espérance       |
| 13 | TV | Wissem Ben Yahia  | 9 tháng 9, 1984 (27 tuổi)   | 21      | Mersin İY       |
| 14 | TV | Mejdi Traoui      | 13 tháng 12, 1983 (28 tuổi) | 22      | Espérance       |
| 15 | TĐ | Zouheir Dhaouadi  | 1 tháng 1, 1988 (24 tuổi)   | 18      | Club Africain   |
| 16 | TM | Aymen Mathlouthi  | 14 tháng 9, 1984 (27 tuổi)  | 27      | Étoile du Sahel |
| 17 | TĐ | Issam Jemâa       | 28 tháng 1, 1984 (27 tuổi)  | 57      | Auxerre         |
| 18 | HV | Anis Boussaïdi    | 10 tháng 4, 1981 (30 tuổi)  | 19      | Rostov          |
| 19 | TĐ | Saber Khelifa     | 14 tháng 10, 1986 (25 tuổi) | 3       | Evian           |
| 20 | HV | Aymen Abdennour   | 6 tháng 8, 1989 (22 tuổi)   | 9       | Toulouse        |
| 21 | TV | Jamel Saihi       | 27 tháng 1, 1987 (24 tuổi)  | 5       | Montpellier     |
| 22 | TM | Rami Jridi        | 15 tháng 9, 1984 (27 tuổi)  | 3       | Stade Tunisien  |
| 23 | TĐ | Amine Chermiti    | 26 tháng 12, 1987 (24 tuổi) | 26      | Zürich          |

## Bảng D
Nguồn:

### Botswana
Huấn luyện viên: Stanley Tshosane
| Số | Vt | Cầu thủ                 | Ngày sinh (tuổi)            | Số trận | Câu lạc bộ             |
| -- | -- | ----------------------- | --------------------------- | ------- | ---------------------- |
| 1  | TM | Noah Maposa             | 3 tháng 6, 1985 (26 tuổi)   |         | Gaborone United        |
| 2  | HV | Ndiapo Letsholathebe    | 25 tháng 2, 1983 (28 tuổi)  |         | Police                 |
| 3  | HV | Mosimanegape Ramohibidu | 15 tháng 6, 1985 (26 tuổi)  |         | BMC                    |
| 4  | HV | Mmusa Ohilwe            | 17 tháng 4, 1986 (25 tuổi)  |         | Gaborone United        |
| 5  | HV | Mompati Thuma (c)       | 5 tháng 4, 1980 (31 tuổi)   |         | Botswana Defence Force |
| 6  | TV | Ofentse Nato            | 1 tháng 10, 1989 (22 tuổi)  |         | Gaborone United        |
| 7  | TĐ | Pontsho Moloi           | 28 tháng 11, 1981 (30 tuổi) |         | Centre Chiefs          |
| 8  | TV | Phenyo Mongala          | 10 tháng 6, 1985 (26 tuổi)  |         | Bloemfontein Celtic    |
| 9  | TĐ | Jerome Ramatlhakwane    | 29 tháng 10, 1985 (26 tuổi) |         | Unattached             |
| 10 | TĐ | Moemedi Moatlhaping     | 14 tháng 7, 1985 (26 tuổi)  |         | Bay United             |
| 11 | TĐ | Dipsy Selolwane         | 27 tháng 1, 1978 (33 tuổi)  |         | SuperSport United      |
| 12 | TV | Patrick Motsepe         | 1 tháng 7, 1981 (30 tuổi)   |         | BMC                    |
| 13 | TV | Boitumelo Mafoko        | 11 tháng 2, 1982 (29 tuổi)  |         | Santos                 |
| 14 | TĐ | Onalethata Thekiso      | 14 tháng 5, 1981 (30 tuổi)  |         | Township Rollers       |
| 15 | HV | Monametsi Kelebale      | 15 tháng 7, 1981 (30 tuổi)  |         | Nico United            |
| 16 | TM | Modiri Marumo           | 6 tháng 7, 1976 (35 tuổi)   |         | Bay United             |
| 17 | TV | Abednico Powell         | 28 tháng 1, 1983 (28 tuổi)  |         | Township Rollers       |
| 18 | TV | Mogogi Gabonamong       | 10 tháng 9, 1982 (29 tuổi)  |         | SuperSport United      |
| 19 | TV | Mogakolodi Ngele        | 6 tháng 10, 1990 (21 tuổi)  |         | Township Rollers       |
| 20 | TM | Kabelo Dembe            | 10 tháng 5, 1990 (21 tuổi)  |         | Township Rollers       |
| 21 | TV | Lemponye Tshireletso    | 21 tháng 9, 1984 (27 tuổi)  |         | BMC                    |
| 22 | HV | Tshepo Motlhabankwe     | 17 tháng 3, 1980 (31 tuổi)  |         | Centre Chiefs          |
| 23 | TV | Othusitse Pilane        | 26 tháng 3, 1984 (27 tuổi)  |         | Centre Chiefs          |

### Ghana
Huấn luyện viên:  Goran Stevanović
| Số | Vt | Cầu thủ                | Ngày sinh (tuổi)            | Số trận | Câu lạc bộ            |
| -- | -- | ---------------------- | --------------------------- | ------- | --------------------- |
| 1  | TM | Daniel Adjei           | 10 tháng 11, 1989 (22 tuổi) | 4       | Liberty Professionals |
| 2  | HV | Daniel Opare           | 18 tháng 10, 1990 (21 tuổi) | 7       | Standard Liège        |
| 3  | TĐ | Asamoah Gyan           | 22 tháng 11, 1985 (26 tuổi) | 54      | Al-Ain                |
| 4  | HV | John Paintsil          | 15 tháng 6, 1981 (30 tuổi)  | 76      | Leicester City        |
| 5  | HV | John Mensah (c)        | 29 tháng 11, 1982 (29 tuổi) | 75      | Lyon                  |
| 6  | TV | Anthony Annan          | 21 tháng 7, 1986 (25 tuổi)  | 49      | Vitesse               |
| 7  | HV | Samuel Inkoom          | 1 tháng 6, 1989 (22 tuổi)   | 29      | Dnipro Dnipropetrovsk |
| 8  | TV | Emmanuel Agyemang-Badu | 2 tháng 12, 1990 (21 tuổi)  | 27      | Udinese               |
| 9  | HV | Derek Boateng          | 2 tháng 5, 1983 (28 tuổi)   | 30      | Dnipro Dnipropetrovsk |
| 10 | TĐ | André Ayew             | 17 tháng 12, 1989 (22 tuổi) | 34      | Marseille             |
| 11 | TV | Sulley Muntari         | 27 tháng 8, 1984 (27 tuổi)  | 67      | Internazionale        |
| 12 | TĐ | Prince Tagoe           | 9 tháng 11, 1986 (25 tuổi)  | 32      | Bursaspor             |
| 13 | TĐ | Jordan Ayew            | 11 tháng 9, 1991 (20 tuổi)  | 3       | Marseille             |
| 14 | HV | Masahudu Alhassan      | 1 tháng 12, 1992 (19 tuổi)  | 1       | Genoa                 |
| 15 | HV | Isaac Vorsah           | 21 tháng 6, 1988 (23 tuổi)  | 29      | 1899 Hoffenheim       |
| 16 | TM | Adam Larsen Kwarasey   | 12 tháng 12, 1987 (24 tuổi) | 5       | Strømsgodset          |
| 17 | HV | Lee Addy               | 7 tháng 7, 1990 (21 tuổi)   | 23      | Dalian Aerbin         |
| 18 | TV | Charles Takyi          | 12 tháng 11, 1984 (27 tuổi) | 1       | FC St. Pauli          |
| 19 | HV | Jonathan Mensah        | 13 tháng 7, 1990 (21 tuổi)  | 14      | Evian                 |
| 20 | TV | Kwadwo Asamoah         | 9 tháng 12, 1988 (23 tuổi)  | 35      | Udinese               |
| 21 | HV | John Boye              | 23 tháng 4, 1987 (24 tuổi)  | 4       | Rennes                |
| 22 | TM | Ernest Sowah           | 31 tháng 3, 1988 (23 tuổi)  | 0       | Berekum Chelsea       |
| 23 | TV | Mohammed Abu           | 14 tháng 11, 1991 (20 tuổi) | 2       | Eintracht Frankfurt   |

Note: Caps and goals may be incomplete for certain players, therefore being inaccurate.

### Guinée
Huấn luyện viên:  Michel Dussuyer
| Số | Vt | Cầu thủ            | Ngày sinh (tuổi)            | Số trận | Câu lạc bộ         |
| -- | -- | ------------------ | --------------------------- | ------- | ------------------ |
| 1  | TM | Naby Yattara       | 12 tháng 1, 1984 (28 tuổi)  |         | Arles-Avignon      |
| 2  | TV | Pascal Feindouno   | 27 tháng 2, 1981 (30 tuổi)  |         | Unattached         |
| 3  | HV | Ibrahima Bangoura  | 25 tháng 7, 1987 (24 tuổi)  |         | Djoliba            |
| 4  | TV | Mamadou Bah        | 25 tháng 4, 1988 (23 tuổi)  |         | VfB Stuttgart      |
| 5  | HV | Bobo Baldé         | 5 tháng 10, 1975 (36 tuổi)  |         | Arles-Avignon      |
| 6  | HV | Kamil Zayatte (c)  | 7 tháng 3, 1985 (26 tuổi)   |         | İstanbul BB        |
| 7  | TĐ | Abdoul Camara      | 20 tháng 2, 1990 (21 tuổi)  |         | Sochaux            |
| 8  | TV | Ibrahima Traoré    | 21 tháng 4, 1988 (23 tuổi)  |         | VfB Stuttgart      |
| 9  | TĐ | Sadio Diallo       | 28 tháng 12, 1990 (21 tuổi) |         | Bastia             |
| 10 | HV | Ismaël Bangoura    | 2 tháng 6, 1985 (26 tuổi)   |         | Al-Nasr            |
| 11 | TV | Ibrahima Yattara   | 3 tháng 6, 1980 (31 tuổi)   |         | Mersin Idman Yurdu |
| 12 | TV | Ibrahima Conte     | 3 tháng 4, 1991 (20 tuổi)   |         | Gent               |
| 13 | HV | Morlaye Cissé      | 19 tháng 12, 1983 (28 tuổi) |         | EGS Gafsa          |
| 14 | TV | Naby Soumah        | 4 tháng 8, 1985 (26 tuổi)   |         | Sfaxien            |
| 15 | HV | Oumar Kalabane     | 8 tháng 4, 1981 (30 tuổi)   |         | Al-Dhafra          |
| 16 | TM | Abdul Aziz Keita   | 16 tháng 2, 1989 (22 tuổi)  |         | Kaloum             |
| 17 | TV | Thierno Bah        | 5 tháng 10, 1982 (29 tuổi)  |         | Lausanne-Sport     |
| 18 | HV | Ibrahima Diallo    | 26 tháng 9, 1985 (26 tuổi)  |         | Waasland-Beveren   |
| 19 | TĐ | Alhassane Bangoura | 30 tháng 3, 1992 (19 tuổi)  |         | Rayo Vallecano     |
| 20 | HV | Habib Baldé        | 8 tháng 4, 1985 (26 tuổi)   |         | Universitatea Cluj |
| 21 | TĐ | Ousmane Barry      | 27 tháng 9, 1991 (20 tuổi)  |         | Étoile du Sahel    |
| 22 | TM | Aboubacar Camara   | 1 tháng 6, 1993 (18 tuổi)   |         | Alcoyano           |
| 23 | HV | Lanfia Camara      | 3 tháng 10, 1986 (25 tuổi)  |         | White Star Woluwe  |

### Mali
Huấn luyện viên:  Alain Giresse
| Số | Vt | Cầu thủ           | Ngày sinh (tuổi)            | Số trận | Câu lạc bộ           |
| -- | -- | ----------------- | --------------------------- | ------- | -------------------- |
| 1  | TM | Oumar Sissoko     | 13 tháng 9, 1987 (24 tuổi)  | 10      | Metz                 |
| 2  | HV | Abdoulaye Maïga   | 20 tháng 12, 1988 (23 tuổi) | 9       | USM Alger            |
| 3  | HV | Adama Tamboura    | 18 tháng 5, 1985 (26 tuổi)  | 49      | Metz                 |
| 4  | HV | Ousmane Berthé    | 5 tháng 2, 1982 (29 tuổi)   | 10      | Jomo Cosmos          |
| 5  | HV | Cédric Kanté (c)  | 6 tháng 7, 1979 (32 tuổi)   | 37      | Panathinaikos        |
| 6  | TĐ | Mustapha Yatabaré | 26 tháng 1, 1986 (25 tuổi)  | 13      | Guingamp             |
| 7  | TV | Abdou Traoré      | 17 tháng 1, 1988 (24 tuổi)  | 15      | Bordeaux             |
| 8  | TV | Souleymane Keita  | 24 tháng 11, 1986 (25 tuổi) | 4       | Sivasspor            |
| 9  | TĐ | Cheick Diabaté    | 25 tháng 4, 1988 (23 tuổi)  | 13      | Bordeaux             |
| 10 | TĐ | Modibo Maïga      | 3 tháng 9, 1987 (24 tuổi)   | 27      | Sochaux              |
| 11 | TĐ | Garra Dembélé     | 21 tháng 2, 1986 (25 tuổi)  | 2       | SC Freiburg          |
| 12 | TV | Seydou Keita      | 16 tháng 1, 1980 (32 tuổi)  | 64      | Barcelona            |
| 13 | HV | Idrissa Coulibaly | 19 tháng 12, 1987 (24 tuổi) | 3       | Espérance            |
| 14 | HV | Drissa Diakité    | 18 tháng 2, 1985 (26 tuổi)  | 31      | Nice                 |
| 15 | TV | Bakaye Traoré     | 6 tháng 3, 1985 (26 tuổi)   | 15      | Nancy                |
| 16 | TM | Soumbeïla Diakité | 25 tháng 8, 1984 (27 tuổi)  | 19      | Stade Malien         |
| 17 | TV | Mahamane Traoré   | 31 tháng 8, 1988 (23 tuổi)  | 20      | Metz                 |
| 18 | TV | Samba Sow         | 29 tháng 4, 1989 (22 tuổi)  | 9       | Lens                 |
| 19 | TV | Sidi Koné         | 6 tháng 6, 1992 (19 tuổi)   | 3       | Lyon                 |
| 20 | TV | Samba Diakité     | 24 tháng 1, 1989 (22 tuổi)  | 0       | Nancy                |
| 21 | HV | Mahamadou N'Diaye | 21 tháng 7, 1990 (21 tuổi)  | 1       | Vitória de Guimarães |
| 22 | TM | Almamy Sogoba     | 5 tháng 7, 1988 (23 tuổi)   | 0       | Real Bamako          |
| 23 | HV | Ousmane Coulibaly | 9 tháng 7, 1989 (22 tuổi)   | 2       | Brest                |